# Danza barroca
Danza barroca es el arte coreográfico cultivado durante el periodo histórico conocido como Barroco, aproximadamente entre 1600 y 1750. 
Estrechamente ligada a la música barroca tanto por cronología como por estilo, la danza barroca evolucionó en el marco del ballet cortesano, la tragedia musical o la ópera-ballet. Llamada en su época la belle danse, se ciñó al gusto de los investigadores y los historiadores de la danza que rehabilitaron un arte y un estilo de danza que el ballet clásico y el romántico habían simplificado y uniformado.

## Historia

### Danzas de campo inglesas
La mayoría de las coreografías conservadas de este periodo son contradanzas o country dances inglesas, como las recogidas en las múltiples ediciones de The Dancing Master de John Playford. Playford proporciona solamente patrones de suelo de las danzas, sin indicación de los pasos.
Sin embargo, otras fuentes de la época como los manuscritos de los maestros de danza franceses Feuillet y Lorin, indican que en ocasiones se empleaban pasos más complejos que simplemente caminar.
Las danzas de campo inglesas sobrevivieron más allá de la época barroca y se extendieron de diversas formas a través de Europa y sus colonias, así como a todos los niveles de la sociedad.

### Estilo noble francés

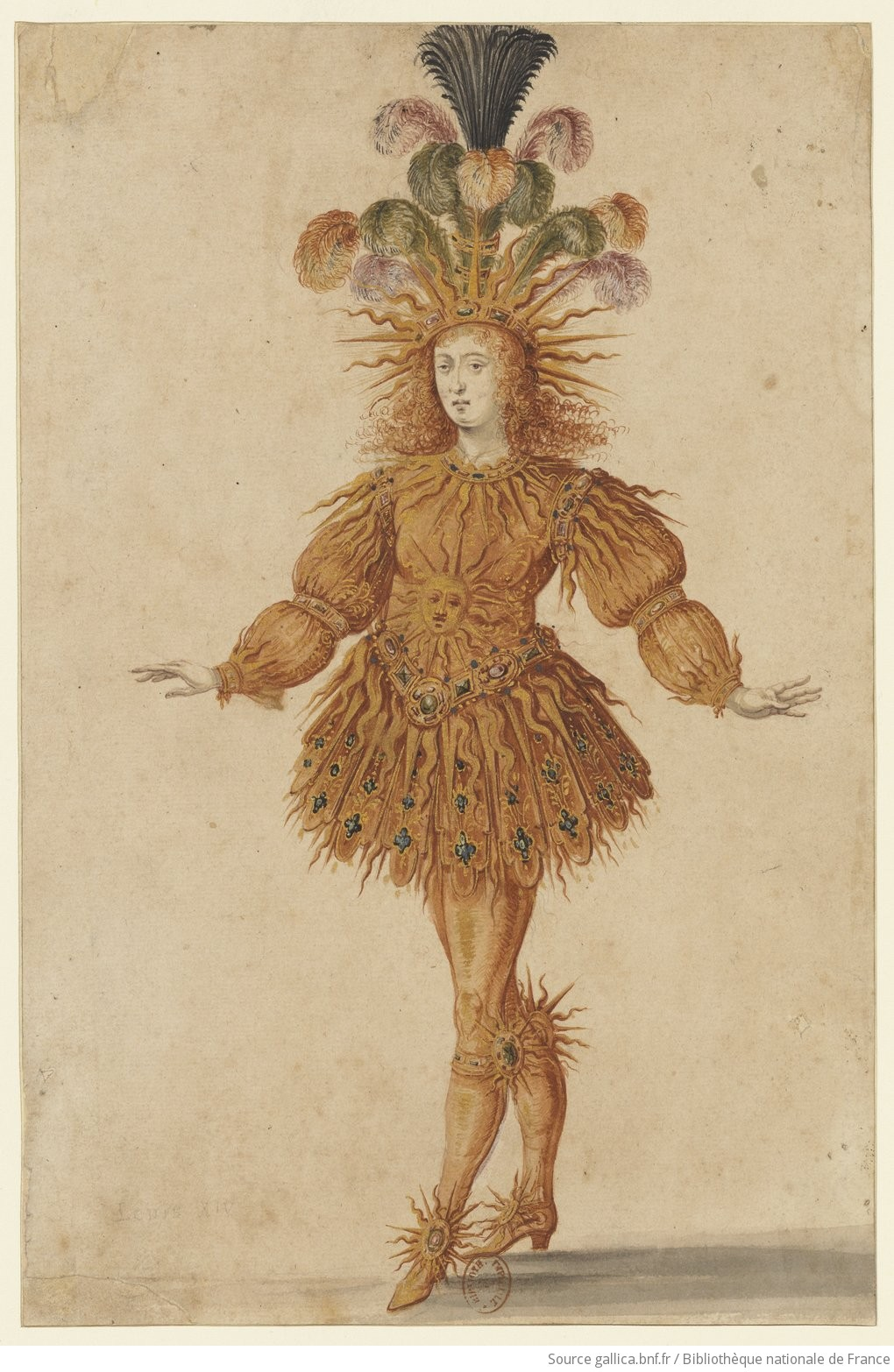
Vestuario diseñado para Luis XIV como Sol Naciente, para la entrada final de Le Ballet de la Nuit (1653).

Durante el Renacimiento la danza había llegado a ser el centro de la vida cortesana especialmente en Italia, y posteriormente en Francia adquirió pleno desarrollo. Catalina de Médicis contrató para organizar los festejos de su corte al violinista y bailarín italiano Baldassarino de Belgioioso, que afrancesó su nombre llamándose Balthasar de Beaujoyeux. Su primer encargo dio lugar a un espectáculo-ballet celebrado el 15 de octubre de 1581, que se llamó Le Ballet Comique de la Reine que estaba basado en la leyenda de Circe. Este tipo de espectáculo se extendió por toda Europa con gran rapidez.
La estructura de un ballet de corte del siglo XVII era idéntica a la de una obra dramática, con un planteamiento, nudo y desenlace. Contaba con una obertura que exponía el tema con un recitado; después estaban las entrées equivalentes a los actos del teatro que mezclaban canto, recitado y danza; y por último el Gran Ballet o ballet general, que constituía la apoteosis final. El espectáculo iba acompañado de una puesta en escena y decorados fastuosos.
Las grandes innovaciones en danza en el siglo XVII se originaron en la corte francesa de Luis XIV. En 1661 Luis XIV creó la Real Escuela de Música de París y la amplió con danza en el siguiente año con Beauchamp como maestro. A partir de ese momento comienza el estudio sistemático de la danza. También se inicia la codificación de la enseñanza de la misma empezando por las cinco posiciones que siguen enseñándose en las escuelas de danza académica en la actualidad.
Aquí aparece el primer ancestro estilístico evidente del ballet clásico. La misma técnica básica se emplea tanto en eventos sociales como en la danza teatral en ballets cortesanos y en teatros públicos. Este estilo de danza se conoce comúnmente entre los estudiosos contemporáneos como estilo noble francés o belle danse, que significa literalmente "bella danza". No obstante, a menudo es designado informalmente como danza barroca a pesar de la existencia de otros estilos de danza teatral y social durante la época barroca.
Las fuentes primarias incluyen más de trescientas coreografías en notación Beauchamp-Feuillet, así como manuales escritos por Raoul Auger Feuillet y Pierre Rameau en Francia, Kellom Tomlinson y John Weaver en Inglaterra; y Gottfried Taubert en Alemania. Esta riqueza de evidencias ha permitido a los investigadores modernos y a los bailarines recrear el estilo, aunque existen todavía áreas de controversia. La introducción estándar actual es de Hilton.
Tipos de danzas francesas de moda en el barroco:
- Bourrée
- Canarie (De origen Español)
- Chaconne (De origen Español)
- Courante
- Entrée grave
- Forlane (forlana)
- Gavotte
- Gigue
- Loure (gigue lenta)
- Menuet (minuet)
- Musette
- Passacaille (passacaglia) (De origen Español)
- Passepied
- Rigaudon
- Sarabande (De origen Español)
- Tambourin

Los ingleses, cultivando el estilo francés, añadieron su propio hornpipe a esta lista.
Muchos de estos tipos de danzas son familiares en la música barroca, quizá más espectacularmente en las suites estilizadas de Johann Sebastian Bach. Si bien, las allemandes que aparecen en tales suites no se corresponden a una danza francesa de la misma época. 
El estilo noble francés se bailaba tanto en acontecimientos sociales como por bailarines profesionales en producciones teatrales como las opera-ballets y entretenimientos cortesanos. La danza teatral del siglo XVIII contaba con al menos otros dos estilos: el cómico o grotesco y el semi-serio.

### Otros estilos de danza
Otros estilos de danza como las danzas italianas y españolas del periodo han sido estudiadas con menor profundidad que la danza de campo inglesa o el estilo francés. El panorama general muestra que durante la mayor parte del siglo XVII, un estilo de danza renacentista tardía se extendió pero con el paso del tiempo las danzas de salón francesas como el minuet fueron aceptadas de forma generalizada por las cortes de moda. La evolución y cruce de los estilos de danza es un área en la que la investigación continúa.

## Reconstrucciones modernas
El resurgimiento de la música barroca en la década de 1960 y 1970 provocó un renovado interés en los estilos de baile de los siglos XVII y XVIII. Unas 300 de estas danzas se habían conservado en notación Beauchamp-Feuillet, pero no fue hasta mediados del siglo XV cuando los investigadores serios comenzaron a descifrar la notación y a reconstruir las danzas.
Quizá la más conocida entre estos pioneros fue la británica Melusine Wood, que publicó gran número de libros sobre danza histórica en la década de 1950. Wood transmitió sus investigaciones a su alumna Belinda Quirey, así como a la coreógrafa y bailarina de la compañía Pavlova, Mary Skeaping (1902–1984). Esta última fue conocida por sus reconstrucciones de ballets barrocos para la compañía londinense "Ballet for All" en los años 60.
Entre las principales figuras de la segunda generación de investigación de la danza histórica destaca Shirley Wynne y su Baroque Dance Ensemble, que fue fundada en la Universidad Estatal de Ohio a principios de 1970. También es digna de mención Wendy Hilton (1931-2002), una estudiante británica de Belinda Quirey que complementó el trabajo de Melusina Wood con su propia investigación sobre las fuentes originales. Hilton llegó a Estados Unidos en 1969 para formar parte del profesorado de la Escuela Juilliard en 1972 y para establecer su propio taller de danza barroca en la Universidad de Stanford en 1974 que duró más de 25 años. 
Catalina Turocy (c. 1950) comenzó sus estudios de danza barroca en 1971 como alumna de la historiadora de danza Shirley Wynne. En 1976 fundó la Baroque Dance Company de Nueva York (http://www.nybaroquedance.org/) junto con Ann Jacoby y la compañía ha estado haciendo giras internacionales desde entonces. En 1982-83, como parte de la celebración nacional francesa del 300º cumpleaños del compositor Rameau, Turocy coreografió Les Boréades, la primera producción de Jean-Philippe Rameau que nunca llegó a ver representada en vida. Esta producción con financiación francesa contó con el director de orquesta John Eliot Gardiner y su orquesta, y fue dirigida por Jean Louis Martinoty. Turocy fue condecorada como Caballero de la Orden de las Artes y las Letras por el gobierno francés.
En 1973 la historiadora de la danza francesa Francine Lancelot (1929-2003) comenzó sus estudios formales en Etnomusicología, que luego le condujeron a la investigación de las formas de danza tradicionales francesas y, finalmente, a las danzas renacentistas y barrocas. En 1980, por invitación del Ministro de Cultura de Francia, fundó la compañía de danza barroca "Ris et Danceries". En 1986 coreografió la tragédie lyrique Atys, una producción histórica de Jean-Baptiste Lully de 1676, como parte de la celebración nacional del 300 aniversario de la muerte de Lully. Esta producción propulsó la carrera de William Christie y su conjunto Les Arts Florissants. Dado que "Ris et Danseries" se disolvió alrededor de 1993, los coreógrafos de la compañía continuaron con su propio trabajo. Béatrice Massin con su "Compagnie Fetes Galantes", junto con Marie Genevieve Massé y su compañía "L'Eventail" se encuentran entre los más destacados. En 1995 se publicó el catalogue raisonné de danza barroca de Francine Lancelot, titulado La belle dance.
Entre las reconstrucciones de danza barroca realizadas en España, se encuentran las Danzas del Corpus Christi, realizadas por Rodrigo Madrid en Valencia. Se trata de una serie de danzas con música de Juan Bautista Comes que se realizaban en el Real Seminario Colegio del Corpus Christi y promovidas por el Patriarca San Juan de Ribera.